# Piana abissale dell'Argentina
La piana abissale dell'Argentina è una piana abissale che fa parte del più vasto bacino dell'Argentina, situato al largo della costa orientale dell'Argentina. 
La piana abissale dell'Argentina include il punto più profondo del bacino, posizionato sul bordo sudoccidentale dove la depressione raggiunge una profondità di 6212 m.